# Jezuitský profesní dům v Paříži
Jezuitský profesní dům v Paříži (francouzsky Maison professe des Jésuites de Paris) byl dům postavený pro jezuity v ulici Rue Saint-Antoine v Paříži ve čtvrti Marais. Profesní domy sloužily k ubytování vzdělanců, učenců a představitelů jezuitského řádu. Jejich název je odvozen od tzv. profesů, označení nejvýše postavených příslušníků řádu. Prostory mezi ulicemi Rue Saint-Paul, Rue Saint-Antoine a Rue Charlemagne dnes využívá Lycée Charlemagne. V jeho blízkosti byl vybudován jezuitský kostel svatého Ludvíka.

## Historie
V roce 1580 kardinál Karel Bourbonský, arcibiskup v Rouenu, koupil od Diany Francouzské palác, který věnoval jezuitům a ti jej přestavěli pro své potřeby. V letech 1627-1647 vybudovali na místě bývalých městských hradeb hlavní budovu profesního domu. Bydlel zde např. François d'Aix de La Chaise, zpovědník krále Ludvíka XIV., kazatelé Louis Bourdaloue a Claude-François Ménestrier nebo hudební skladatel Marc-Antoine Charpentier.
Po vyhnání jezuitů z Francie v roce 1767 byly budovy opuštěny a v témže roce je koupil klášter Sainte-Catherine-du-Val-des-Écoliers za 400 000 liber a přejmenoval je na královské převorství Saint-Louis de la Couture. Knihovnu pronajal městu Paříži, která zde umístila v letech 1773-1790 městskou knihovnu. Ze Velké francouzské revoluce sloužily budovy zrušeného kláštera jako skladiště. V roce 1797 byl profesní dům přidělen škole, která se v roce 1802 změnila na Lycée Charlemagne.